# Escarra

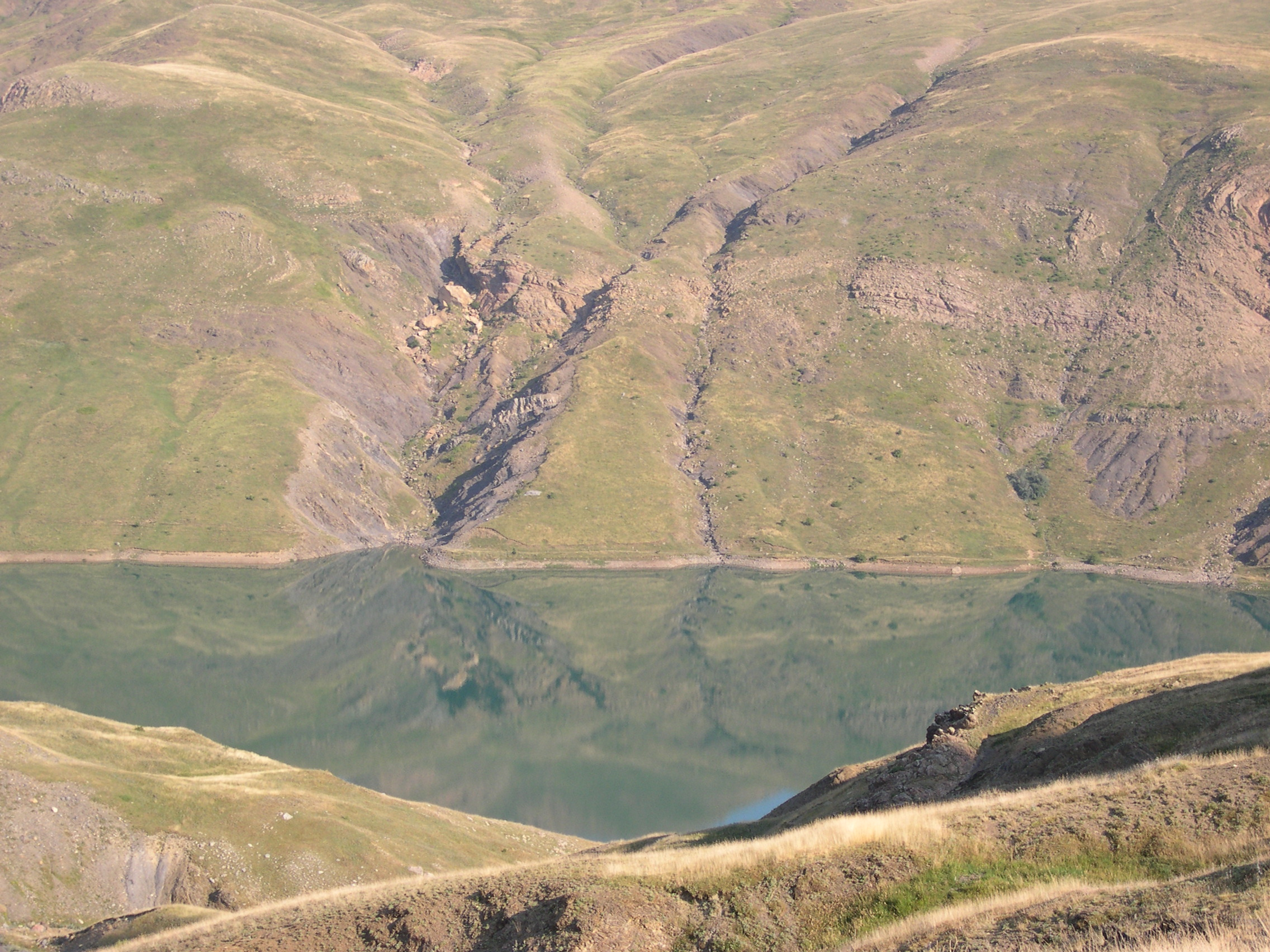
Embassament d'Escarra

L'Escarra és un riu al nord-oest d'Espanya, el primer afluent del Gállego per la dreta que discorre pel pirinenc Vall de Tena, a la província d'Osca, Aragó. Neix a la Punta de Escarra (Serra de la Partacua) a uns 1.700 metres d'altitud, desembocant al Gállego en els voltants de la localitat d'Escarrilla (a la qual dona nom). Compta amb un embassament al seu tram mitjà, també denominat Escarra, a més de nombrosos salts d'aigua al llarg de tot el seu recorregut, sent el més popular d'ells el conegut com "o saldo". El seu llit entre la presa d'Escarra i O saldo és una ruta habitual per a la pràctica del barranquisme.